# Пажитник голубой
Па́житник голубо́й (лат. Trigonella caerulea) — однолетнее растение, вид рода Пажитник (Trigonella) семейства Бобовые (Fabaceae).
Родина вида — Средиземноморье. Натурализирован и культивируется практически на всей территории Европы, включая европейскую часть России. Растёт на полях среди кустарников.

## Ботаническое описание
Однолетнее растение высотой 30—80 см.
Стебель прямой с густо вверх направленными ветвями.
Листья яйцевидные, 2—5 см длины, 1—2 см ширины, у верхних листьев продолговатые, по краям острозубчатые. Прилистники треугольно-ланцетные, зубчатые. Ножки соцветий длиннее листьев.
Соцветие густое, головчатое, шаровидное, после цветения не вытягивается и не становится рыхлым. Чашечка вдвое короче венчика, зубцы её ланцетные, равные трубочке, венчик 5—6 мм длиной, голубой, выемчатый.

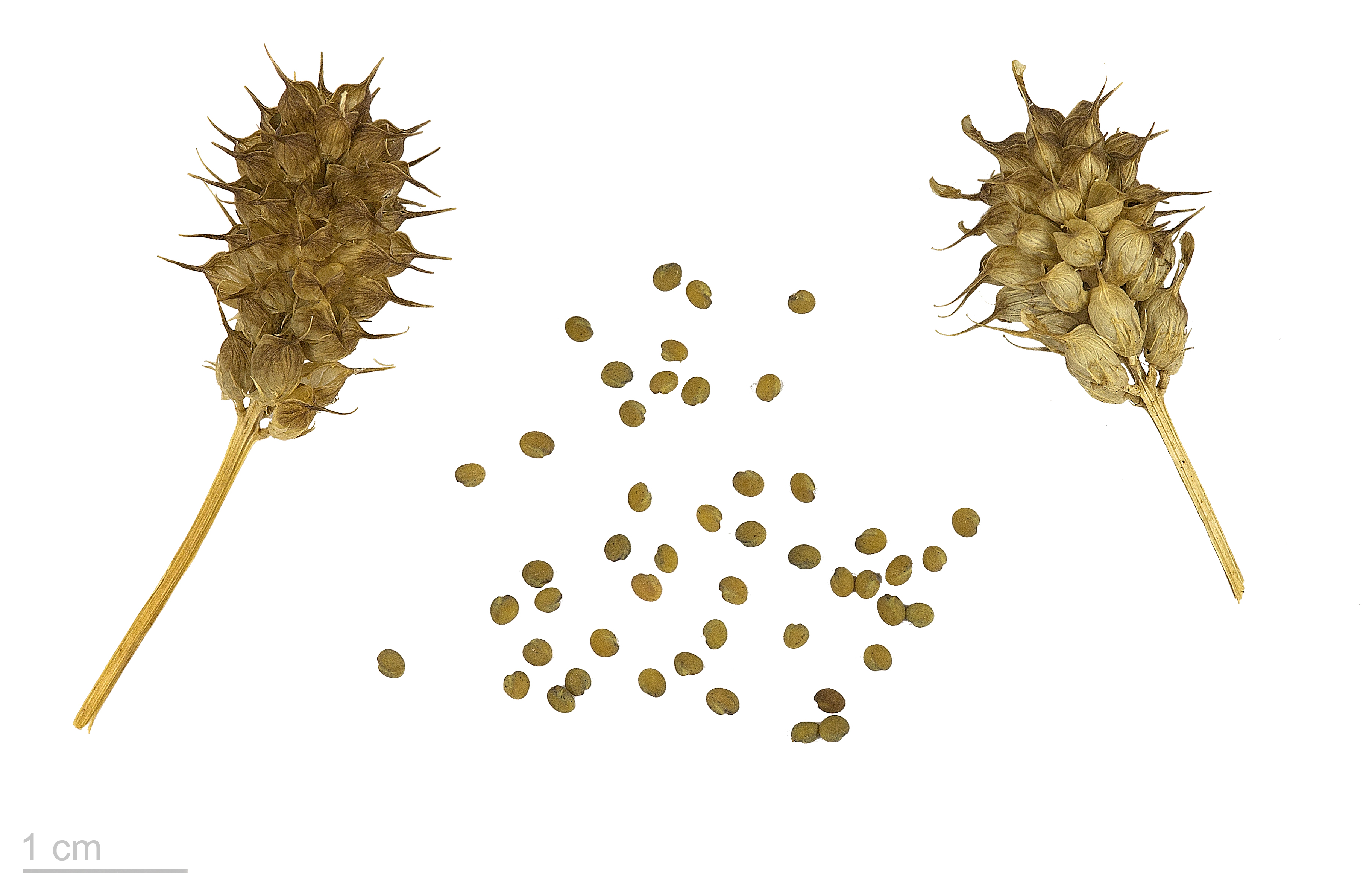
Плоды и семена

Плод — боб, обратнояйцевидно-ромбический, в три раза длиннее чашечки, резко сужен в почти прямой носик, 2 мм длиной, со слабо заметными жилками.
Цветёт в мае — июне. Плодоношение в июне — июле.

## Химический состав
В семенах пажитника голубого обнаружены стеролы (0,2 %), стероидные сапогенины (0,8 %, 1,0–1,2 %) и стероидные гликозиды. Основным стеролом семян является ситостерин (58,6 % от суммы стеролов); так же присутствуют поллинастанол, стигмастерол (англ.), стигмастанол (англ.), кампестерол (англ.), фукостерол (англ.) и холестерин. В составе стероидных сапогенинов присутствуют диосгенин (англ., 67,2 %) и юккагенин (32,8 %). Известным стероидным гликозидом семян пажитника голубого является 22-метиловый эфир протодиосцина (англ.).

## Применение
Все части растений имеют сильный аромат. Листья, высушенные и истолчённые в порошок, применяют для придания аромата и окраски зелёному сыру. Плоды и соцветия, высушенные и истолчённые в порошок, применяют как приправу (название в грузинской кухне — уцхо-сунели), также входит в состав смеси хмели-сунели. 
Применяется при изготовления бастурмы.

## Синонимы
По данным сайта GBIF на март 2023 года в синонимику вида Trigonella caerulea (L.) Ser. входят следующие названия:
- ≡ Amoria vivianii C.Presl
- = Amoria vivianii C.Presl ex Steud.
- ≡ Folliculigera coerulea (L.) Pasq.
- = Grammocarpus caeruleus (L.) Gasp., 1853
- = Grammocarpus caeruleus (L.) Schur
- ≡ Melilotus caeruleus (L.) Desr.
- = Melilotus caeruleus var. connatus (Bernh. ex Rchb.) Rchb.f.
- = Melilotus caeruleus var. densiflorus Neilr.
- ≡ Melilotus connatus Bernh.
- = Melilotus connatus Bernh. ex Rchb.
- = Melilotus hortensis Gaterau
- ≡ Sertula caerulea (L.) Kuntze
- = Teliosma caerulea (L.) Alef.
- = Teliosma caerulea var. decumbens Alef.
- = Teliosma caerulea var. sativa Alef.
- ≡ Telis caerulea (L.) Kuntze
- ≡ Trifoliastrum caeruleum (L.) Moench
- ≡ Trifolium caeruleum L.
- = Trifolium melilotus var. caeruleum L.
- = Trifolium melilotus-caeruleus L., 1753
- = Trigonella caerulea subsp. sativa (Alef.) Thell.
- ≡ Trigonella connata Meyer
- = Trigonella connata Meyer ex Steud.
- = Trigonella melilotus var. caerulea (Ser.) Asch. & Graebn.
- = Trigonella melilotus-caerulea (L.) Asch. & Graebn.
- = Trigonella melilotus-coeruleus (L.) Asch. & Graebn.